# Rosa Klebb
Rosa Klebb es un personaje ficticio de la serie de novelas y películas de James Bond. Hace su aparición en la novela "From Russia with love" ("Desde Rusia con amor"). En esta novela escrita por Ian Fleming Rosa Klebb es una coronel de SMERSH mientras que en la película con el mismo nombre es la agente número 3 de SPECTRE. En esta película Rosa Klebb es interpretada por Lotte Lenya.

## Biografía de la novela
En la novela Rosa Klebb es una coronel que tiene un alto puesto en SMERSH. Ella se encarga de sacarle la información a las víctimas por medio de tortura. Se le asigna la misión de asesinar a Bond en venganza a las muertes de los agentes Le Chifre y Mr. Big. Utiliza a una joven rusa llamada Tatiana Romanova para atraer a Bond pero esta se enamora de verdad del agente inglés por lo que Klebb decide enfrentarse ella misma a Bond. Para lograr su cometido se dizfraza de mucama y envenena a Bond con un dardo pero logra ser capturada por el colega de Bond, Rene Mathis.

## Biografía de la película
En la película Klebb es la agente número 3 de SPECTRE pero a la vez también trabaja para SMERSH. Blofeld le asigna la misión de robar un lector y cobrar un rescate por él, además de asesinar a Bond en venganza de la muerte del Dr. No. Klebb, utilizando el plan de número 5 (Kronsteen), recluta a Red Grant para que acabe con Bond, además también llamó a una joven rusa llamada Tatiana Romanova para atraer a Bond y poder robar el lector. El plan falla entonces Klebb decide encargarse de robar el lector y de paso asesinar a Bond por lo que se disfraza de mucama e intente dispararle a Bond pero Tatiana le hace botar la pistola es ahí cuando de su zapato saca un cuchillo venenoso e intenta matar a Bond pero Tatiana le dispara con la pistola que se le cayó matando así a Klebb.
- Datos: Q2307276